# Thelyphonus ambonensis
Espèce
Synonymes
- Tetrabalius ambonensis Speijer, 1933

Thelyphonus ambonensis est une espèce d'uropyges de la famille des Thelyphonidae.

## Distribution
Cette espèce est endémique des Moluques en Indonésie. Elle se rencontre sur Ambon.

## Description
La femelle holotype mesure 26 mm.

## Étymologie
Son nom d'espèce, composé de ambon et du suffixe latin -ensis, « qui vit dans, qui habite », lui a été donné en référence au lieu de sa découverte, Ambon.

## Publication originale
- Speijer, 1933 : Die Pedipalpi des Zoologischen Museums in Buitenzorg und die der Sammlung Dr. F. Kopstein. Zoologische Mededelingen, vol. 16, no 8, p. 67-76 (texte intégral).